# Kongo-Kinshasa i olympiska sommarspelen 2024
Kongo-Kinshasa deltog med en trupp på sex idrottare vid de olympiska sommarspelen 2024 i Paris som hölls mellan den 24 juli och 11 augusti 2024. Det var 12:e sommar-OS som Kongo-Kinshasa deltog vid. Ingen av landets deltagare erövrade någon medalj.

## Boxning
| Idrottare              | Gren           | Sextondelsfinal         | Åttondelsfinal           | Kvartsfinal          | Semifinal            | Final                | Final            |
| Idrottare              | Gren           | Motståndare Resultat    | Motståndare Resultat     | Motståndare Resultat | Motståndare Resultat | Motståndare Resultat | Placering        |
| ---------------------- | -------------- | ----------------------- | ------------------------ | -------------------- | -------------------- | -------------------- | ---------------- |
| Marcelat Sakobi Matshu | Damernas 57 kg | Turdibekova (UZB) L 2–3 | Gick inte vidare         | Gick inte vidare     | Gick inte vidare     | Gick inte vidare     | Gick inte vidare |
| Brigitte Mbabi         | Damernas 66 kg | Bye                     | Suwannapheng (THA) L 1–4 | Gick inte vidare     | Gick inte vidare     | Gick inte vidare     | Gick inte vidare |

## Friidrott
Förkortningar
- Notera– Placeringar avser endast det specifika heatet.
- Q = Tog sig vidare till nästa omgång
- q = Tog sig vidare till nästa omgång som den snabbaste förloraren eller, i teknikgrenarna, genom placering utan att nå kvalgränsen
- i.u. = Omgången fanns inte i grenen
- Bye = Idrottaren behövde inte tävla i omgången

Gång- och löpgrenar
| Idrottare         | Gren            | Inledande omgång | Inledande omgång | Heat  | Heat      | Semifinal        | Semifinal        | Final            | Final            |
| Idrottare         | Gren            | Tid              | Placering        | Tid   | Placering | Tid              | Placering        | Tid              | Placering        |
| ----------------- | --------------- | ---------------- | ---------------- | ----- | --------- | ---------------- | ---------------- | ---------------- | ---------------- |
| Dominique Mulamba | Herrarnas 100 m | 0DSQ0            | 0DSQ0            | 0DSQ0 | 0DSQ0     | Gick inte vidare | Gick inte vidare | Gick inte vidare | Gick inte vidare |

Mulamba gick ursprungligen vidare från den inledande omgången och blev sedan utslagen i försöksheatet. Den 11 augusti 2024 blev han diskvalificerad och provisoriskt avstängd efter att testats positivt för en otillåten substans.

## Judo
| Idrottare     | Gren            | Sextondelsfinal       | Åttondelsfinal       | Kvartsfinal          | Semifinal            | Återkval             | Final / BM           | Final / BM       |
| Idrottare     | Gren            | Motståndare Resultat  | Motståndare Resultat | Motståndare Resultat | Motståndare Resultat | Motståndare Resultat | Motståndare Resultat | Placering        |
| ------------- | --------------- | --------------------- | -------------------- | -------------------- | -------------------- | -------------------- | -------------------- | ---------------- |
| Arnold Kisoka | Herrarnas 60 kg | Wolczak (ISR) L 00–10 | Gick inte vidare     | Gick inte vidare     | Gick inte vidare     | Gick inte vidare     | Gick inte vidare     | Gick inte vidare |

## Simning
| Idrottare             | Gren                  | Heat  | Heat      | Semifinal        | Semifinal        | Final            | Final            |
| Idrottare             | Gren                  | Tid   | Placering | Tid              | Placering        | Tid              | Placering        |
| --------------------- | --------------------- | ----- | --------- | ---------------- | ---------------- | ---------------- | ---------------- |
| Aristote Ndombe       | Herrarnas 50 m frisim | 29,04 | 70        | Gick inte vidare | Gick inte vidare | Gick inte vidare | Gick inte vidare |
| Divine Miansadi Mpolo | Damernas 50 m frisim  | 44,10 | 79        | Gick inte vidare | Gick inte vidare | Gick inte vidare | Gick inte vidare |